# 9K121 Vihr
9K121 Vihr je ruski protioklepni izstrelek z laserskim vodenjem. Njegova uradna oznaka je 9K121, uporablja pa se na jurišnih helikopterjih Ka-50 in izboljšanih izvedenkah letala Su-25. Izstrelek naj bi bil sposoben prebiti 1 meter debelo jekleno ploščo.
Izstrelek se uporablja v kombinaciji z namerilnim sistemom, ki združuje dnevno in nočno kamero, laserski namerilnik za nadzor izstrelka, ter avtomatsko sledenje tarče in stabilizacijo slike. Pred izstrelitvijo je izstrelek nameščen v zaprti lansirni cevi.
Bojna glava je dvostopenjski kumulativni naboj, ki omogoča tudi preboj reaktivnega oklepa, dodan ima pa tudi del, ki se ob eksploziji razprši, s čimer je izstrelek uporaben tudi proti živi sili in zrakoplovom.
Princip vodenja temelji na vodenju izstrelka tako, da ostane znotraj laserskega žarka. Ena od posebnosti je namestitev senzorja laserskega žarka v rep izstrelka. S tem je senzor usmerjen proti letalu, ki ga je izstrelilo, na ta način je sistem veliko odpornejši na nasprotnikovo motenje. Poleg tega taka namestitev senzorja omogoča tudi uporabo ožjega laserskega žarka, kot pri polaktivnem laserskem vodenju, kjer mora biti laserski žarek širši (z namenom, da telo izstrelka ne blokira vsega laserskega žarka), kar omogoča izredno natančnost.
Da je to mogoče, so šobe pogonskega raketnega motorja vgrajene približno na sredini trupa izstrelka. Med letom se izstrelek vrti okoli vzdolžne osi, zato za krmiljenje zadošča le en par krmilnih površin, ta princip vodenja pa povzroča, da izstrelek med letom opiše spiralno pot.